# Карро, Людовик
Виктор Жозеф Людовик Карро (фр. Ludovic Carrau; 1842—1889) — французский философ
.
Образование получил в Нормальной школе, читал философию в разных лицеях и Безансонском факультете, позже руководил конференций по философии в Сорбонне.
Его главные работы: «Exposition critique de la théorie des passions dans Descartes, Malebranche et Spinoza» (1870) — критика теорий страстей, в которой он доказывает превосходство теории страстей Спинозы над теорией Декарта; «La morale utilitaire» (1875); «Etude sur la théorie de l’Evolution aux points de vue psychologique, religieux et moral» (1879); «Etude historique et critique sur les preuves du Phédon en faveur de l’immortalité de l'âme humaine» (1887); «La conscience psychologique et morale dans l’individu et dans l’histoire» (1887); «La philosophie réligeuse en Angleterre depuis Locke jusqu’à nos jours» (1888).